# 星彦十郎
星 彦十郎（ほし ひこじゅうろう）、星 彥十郞 國行、は日本の武術家。東北において柳生心眼流の星清右衛門から伝わる系統に属した。

## 来歴
新田に柳心館を設立して宗家制度を採り、第17代宗家を称し、柳心館長として初代館長に就任した。また、同系統の柳生心眼流の形を再編し、改正取を新たに纏めた。
代表的な門人として、星清作、星親之助、高橋誠一、星彦五郎、星国雄、佐藤初治、佐々木荘平、高橋寿、佐藤長蔵、などが挙げられている。

## 後継者
星彦十郎の後継者については、柳心館系と一関系の2つの派閥により意見の異同がある。
柳心館を受け継ぐ派閥は、星彦十郎に連なる代々の星家男子が宗家を継承しており、現在も宮城県より同組織の柳生心眼流甲冑術・甲冑柔術が県無形文化財の指定を受けている。 
一子相伝を受けたとして第14代宗家を名乗った星国雄（星彦十郎の四男）の派閥は、現在その孫、星裕文が二代目星国雄として継承している。一ノ関において柳生心眼流兵法総本部として独自の組織を形成している。